# Rita (chanteuse)
Pour les articles homonymes, voir Rita.
Rita (ריטה), née Rita Yahan-Farouz le 24 mars 1962 à Téhéran, est une chanteuse israélienne d'origine iranienne. 
Elle a débuté sur scène en 1986 en tentant de représenter Israël au Concours Eurovision de la chanson. Elle n'est pas sélectionnée cette année-là, mais retente sa chance en 1990 avec la chanson Shara Barechovot (he) (Je chante dans la rue). Elle se classera 18e avec 16 points.

## Vie de famille
Rita Yahan-Farouz ou orthographié Jahanforuz, de son nom de complet, est mariée à Rami Kleinstein, chanteur-compositeur. Il a produit le premier album de Rita.
Ils ont deux filles Meshi et Noam. Ils divorcent en septembre 2007.

## Discographie
Albums
- Rita (he)
- Days Of Innocence (he)
- Ahava Gdola (he)
- Milestones-stops in time
- Breaking those walls (he)

Titres phares
- Bo (he) (your soul)
- Tiftach Chalon (he) (open the window)
- Shara Barechovot (he) (Singing in the streets)

## Anecdotes
Lors des célébrations du 50e anniversaire de la création d'Israël, Rita a chanté l'hymne national d'Israël et a reversé son salaire à un hôpital.
Sa chanson Bo a été reprise par un autre chanteur israélien Ivri Lider ; on entend les deux versions (celle de Rita et celle d'Ivri) dans le film d'Eytan Fox Yossi et Jagger.